# 18643 van Rysselberghe
18643 van Rysselberghe (1998 EK12) là một tiểu hành tinh vành đai chính được phát hiện ngày 1 tháng 3 năm 1998 bởi E. W. Elst ở Đài thiên văn Nam Âu.